# Rouge (bài hát)
"Rouge" (ルージュ Rūju) là một ca khúc bằng tiếng Nhật do nhạc sĩ Nakajima Miyuki sáng tác và được trình diễn đầu tiên bởi nghệ sĩ thu âm Chiaki Naomi vào năm 1977. Mặc dù bài hát gốc không được xếp hạng cao tại thị trường Nhật Bản, nhưng lại rất thành công qua các bản cover bằng các ngôn ngữ khác nhau. Tại Việt Nam và trong cộng đồng người Việt hải ngoại, bài hát được biết đến nhiều qua phiên bản lời Việt với tên Người tình mùa đông, do nhạc sĩ Anh Bằng viết lời Việt và ca sĩ Như Quỳnh biểu diễn năm 1994 tại Trung tâm Asia.

## Nguyên bản tại Nhật
Phiên bản gốc "Rouge" (Son hồng) được nữ nhạc sĩ Nakajima Miyuki sáng tác vào nửa cuối thập niên 1970. Nội dung bài hát là tự sự của cô gái thôn quê lên thành thị để theo đuổi cuộc sống mới, chợt nhận ra mình đang đánh mất con người cô của ngày xưa.
Bài hát được phát hành đầu tiên bằng đĩa đơn vào ngày 10 tháng 4 năm 1977, do ca sĩ Chiaki Naomi trình bày và được hãng Nippon Columbia phát hành. Ngày 25 tháng 7, bài hát được phát hành dưới dạng bài hát chủ đề của album cùng tên, vẫn do ca sĩ Chiaki Naomi thể hiện. Đây là album thứ 12 trong sự nghiệp của Chiaki Naomi. Tuy nhiên, đĩa đơn "Rouge" không để lại ấn tượng nhiều cho thính giả và không lọt được vào Top 100 trong bảng xếp hạng của Oricon như các đĩa đơn khác của bà.
Hai năm sau, năm 1979, một phiên bản self-cover bởi Miyuki Nakajima, vẫn do Naomi Chiaki trình bày, được thu âm trong album "Okaerinasai" (おかえりなさい). Trong phiên bản này, phần phối bè của bài hát do nhạc sĩ Totsuka Osamu thực hiện. Trong năm âm nhạc 1979-1980, "Okaerinasai" được đánh giá là album thành công với 2 vị trí Top 3 trong bảng xếp hạng của Oricon và bán được 533.000 bản. Điều này có ảnh hưởng lớn, giúp cho "Rouge" được công chúng biết đến nhiều hơn.
Năm 1984, nữ ca sĩ Ken Naoko cũng đã trình diễn phiên bản cover của mình trong album "Again" (アゲイン).
Năm 1996, Miyuki Nakajima cho phát hành album "Daiginjo" (大吟醸), tuyển chọn 14 khúc nổi bật nhất của bà trong giai đoạn 1977 - 1995, trong đó có cả "Rouge". Album một lần nữa đem lại thành công với một vị trí quán quân trong năm 1996 và bán được 633.000 bản.
Phiên bản được chia sẻ nhiều nhất trên Internet có lẽ phiên bản do nữ ca sĩ Fuji Ayako hát live trên sân khấu. Trong phiên bản này, bà trình diễn với trang phục kimono truyền thống, rất phù hợp với nội dung thể hiện của bài hát nên gây được nhiều ấn tượng cho người xem.

## Các phiên bản khác

### Tiếng Hoa
Mặc dù được sáng tác và giới thiệu ở Nhật Bản, nhưng phiên bản nổi tiếng nhất của "Rouge" lại do một ca sĩ người Hoa thể hiện. Bài hát có tên Người phụ nữ dễ bị tổn thương (tiếng Trung: "容易受伤的女人") với phần lời tiếng Hoa do nhạc sĩ gốc Philippines Antonio "Tony" Arevalo Jr. (còn được biết với tên Lô Đông Ni 盧東尼) phổ theo theo ý của Phan Nguyên Lương (Calvin Poon) và được nữ ca sĩ Vương Tịnh Văn (Faye Wong) thể hiện bằng tiếng Quảng Đông, thu âm vào khoảng tháng 5 năm 1992. Bài hát được giới thiệu trong album Coming Home, phát hành 13 tháng 8 năm 1992. Không như bản gốc tiếng Nhật, bản tiếng Hoa kể về tâm trạng đầy yếu đuối, bất an của người phụ nữ đang cầu xin người đàn ông hãy ở lại, đừng bỏ rơi cô.
Bài hát sau đó được sử dụng như một phần nhạc xen kẽ trong loạt phim truyền hình Đại Thời Đại dài 40 tập, phát sóng lần đầu vào tháng 10 trong cùng năm. Sự thành công của bộ phim góp phần không nhỏ cho thành công của chính bài hát, mà nhiều người cho rằng từ đó ra đời nhiều phiên bản ngôn ngữ khác nhau.
Một số giải thưởng đạt được:
- 1992 Ultimate Song Chart Awards Presentation (Commercial Radio Hong Kong) – Song of the Year[6][7]
- 1992 Ultimate Song Chart Awards Presentation (Commercial Radio Hong Kong) – National Professional Bronze Award[7]
- 1992 Jade Solid Gold Best Ten Music Awards Presentation (TVB) – Top Ten Songs[8]
- 1992 Jade Solid Gold Best Ten Music Awards Presentation (TVB) – Best Lyricist (Yuen-Leung Poon)[8]
- 1992 RTHK Top 10 Gold Songs Awards (RTHK) – Top 10 Songs[9]

Do sự thành công của bài hát, năm 1994, Vương Tịnh Văn (từ 1995 lấy nghệ danh là Vương Phi) đã thu âm một phiên bản tiếng Phổ thông và giới thiệu trong album tổng hợp Faye Best nhằm tìm kiếm lại sự thành công trong thị trường âm nhạc Trung Quốc.
Các phiên bản tiếng Hoa khác có thể kể đến 
- "Tình trường lộ canh trường" (tiếng Trung: 情長路更長), do ca sĩ Lương Nhạn Linh (Annie Leung) hát bằng tiếng Phổ thông
- "Cảm tình biến vô dạng" (tiếng Trung: 感情變無樣), do ca sĩ Phương Di Bình (方怡萍, Fang Yiping) hát bằng tiếng Đài Loan
- "Tình nhân chi gian đích tình nhân" (tiếng Trung: 情人之間的情人), do ca sĩ Thái Chánh Tiêu (Samuel Tai) trình bày bằng tiếng Phổ thông
- "Ái đáo như kim" (tiếng Trung: 愛到如今), do ca sĩ Trần Minh Chân (Jennifer Chen) trình bày bằng tiếng Phổ thông
- "Dong dịch thụ thương đích nữ nhân" (tiếng Trung: 容易受傷的女人), do ca sĩ Quảng Mỹ Vân (Cally Kwong) hát bằng tiếng Phổ thông. Phiên bản này có lời khác hoàn toàn với phiên bản tiếng Phổ thông của Vương Phi.

### Tiếng Anh
Sau sự thành công của "Người phụ nữ dễ bị tổn thương", "Rouge" bắt đầu được chú ý đến và được chuyển ngữ sang các ngôn ngữ khác. Riêng ở phiên bản tiếng Anh, đã có ít nhất 3 phiên bản được nhiều người biết ở châu Á.
Một trong những phiên bản nổi tiếng nhất là phiên bản pop "That is love" của nhóm nhạc Singapore Tokyo Square. Bài hát được thể hiện bởi giọng nam (do ca sĩ Max Surin thể hiện) với nội dung là lời thủ thỉ tâm tình của chàng trai đang thuyết phục người yêu hãy tin vào tương lai hạnh phúc của hai người. "That is love" được xem là rất nổi tiếng ở châu Á và thường được liệt vào danh sách "Những tình khúc sống mãi với thời gian". Ngoài ra, còn có một phiên bản mang tên "Keep on loving you", được cho cũng là của nhóm Tokyo Square và được thể hiện với giọng nữ (do ca sĩ Linda Elizabeth thể hiện).
Một phiên bản nổi tiếng khác là phiên bản techno "Broken hearted woman" của nữ ca sĩ bí ẩn Jessica Jay. Mặc dù lời ca buồn nhưng phần nhạc được mix theo phong cách dance sôi động. Ngoài ra thân thế thực sự của "nữ ca sĩ" Jessica Jay cũng gây nhiều tò mò. Một số người cho rằng Jessica Jay chỉ là một nghệ danh chung của nhiều ca sĩ và người hát ca khúc "Broken hearted woman" nổi tiếng là nữ ca sĩ người Ý Dora Carofiglio, người còn được biết với nghệ danh chung là Valerie Dore.
Một phiên bản tiếng Anh khác là "Only love is real" phổ biến trong cộng đồng người Việt hải ngoại do ca sĩ Lâm Nhật Tiến và Vina Uyển Mi song ca.

### Tiếng Việt
Phiên bản đầu tiên lời Việt "Người tình mùa đông" do nhạc sĩ Anh Bằng viết lời Việt và được Như Quỳnh thể hiện trong cuốn băng Video ASIA DVD 06 - GIáng Sinh Đặc Biệt (Đêm Sài Gòn 5) (1994) của Trung tâm Asia. Bài hát là ký ức của một chàng trai về một mối tình đơn phương với một thiếu nữ trong sáng, ngây thơ, nhưng có trái tim lạnh lùng. Bài hát nhanh chóng nổi tiếng, gắn với tiếng hát của ca sĩ Như Quỳnh. Về sau, có nhiều phiên bản lời Việt khác như "Thuyền tình trên sóng" của Khúc Lan, bản cover của Linda Chou của Trung tâm Vân Sơn, bản cover của Hà Anh Tuấn, "Còn mãi mùa đông" của nhạc sĩ Thái Thịnh do chính Như Quỳnh biểu diễn, hay "Đam mê" của nhạc sĩ Minh Tâm;Băng Hàn Giáng Sinh-Hoàng Long; nhưng "Người tình mùa đông" do Như Quỳnh hát vẫn được xem là nhạc phẩm thành công nhất trong các phiên bản lời Việt. Bản "Người tình mùa đông" được tải lên YouTube ngày 5 tháng 12 năm 2015, tính đến nay video đã thu hút được 20 triệu lượt xem.

### Các phiên bản nổi bật khác
- "Ta Sa Se Kyo Pae Nay Tal" (တစ္စစီက်ိဳးပဲ့ေနတယ္): phiên bản tiếng Myanmar do nữ ca sĩ Aye Chan May trình bày. Phiên bản này được cho là chịu ảnh hưởng phong cách Techno của phiên bản tiếng Anh "Broken hearted woman".
- "Neay Snaeh" (ន័យស្នេហ៍): phiên bản tiếng Khmer do 2 ca sĩ Preap Sovath và Him Sivorn song ca.
- "Geuap Ja Sai" (เกือบจะสาย): phiên bản tiếng Thái do nữ ca sĩ Pornpimol Thammasan trình bày.
- Một phiên bản có tên "ຊຽວ ຕະມອງ": phiên bản (tiếng Khơ Mú) ở Lào  do một nữ ca sĩ Lào thể hiện cũng chịu ảnh hưởng nhạc Techno, song nữ ca sĩ này chèn thêm phần rap cho ca khúc. [11]